# چارلی ایتانژه
چارلی ایتانژه (انگلیسی: Charles Itandje؛ زاده ۲ نوامبر ۱۹۸۲) یک بازیکن فوتبال اهل فرانسه است.